# St.-Petri-Kirche (Ratzeburg)

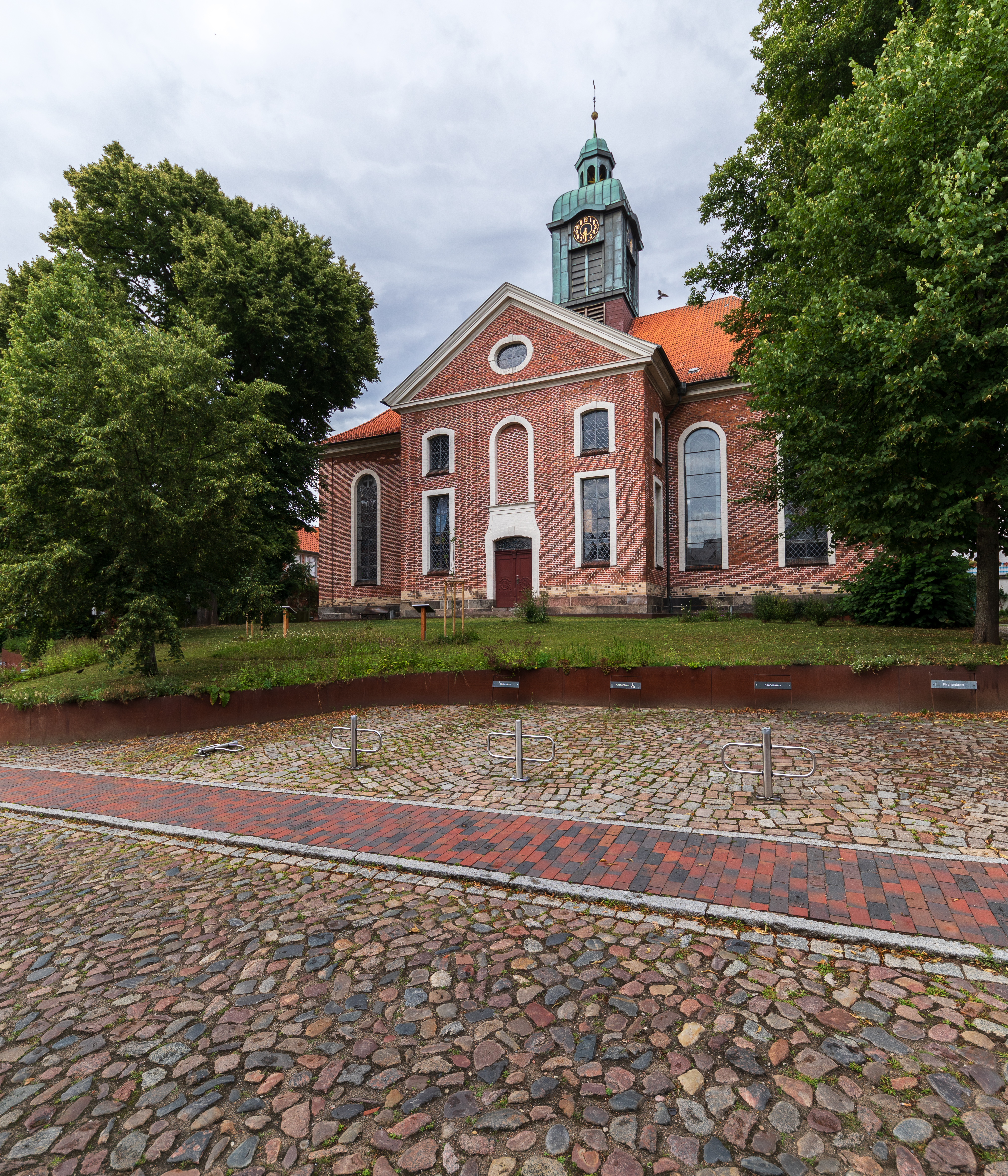
Petrikirche in Ratzeburg

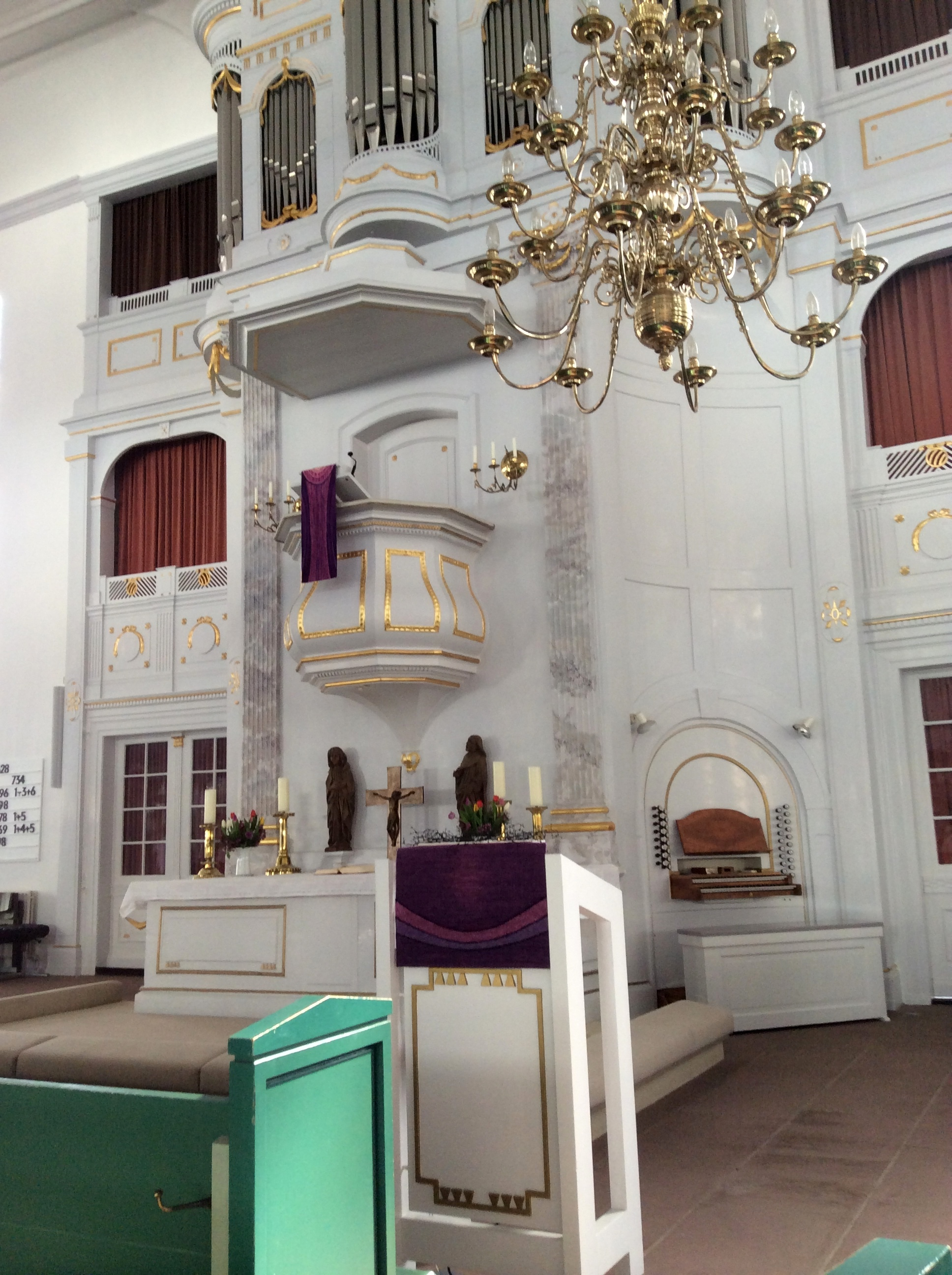
Altar, Kanzel und Orgel in der Mittelachse der Langseite

Die St.-Petri-Kirche oder Stadtkirche in Ratzeburg ist ein spätbarocker, lutherischer Kirchenbau, der als Querbau-Predigtkirche ausgeführt wurde.

## Baugeschichte
Die spätestbarocke und früh klassizistische St.-Petri-Kirche, von 1787 bis 1791 durch den Landbaumeister des Kurfürstentums Hannover Johann Friedrich Laves als reine Predigtkirche anstelle einer mittelalterlichen Vorgängerkirche erbaut, ist ein spätes Beispiel einer querschiffig angelegten Saalkirche. Altartisch, Kanzel und Orgelprospekt bilden eine raumhohe Einheit im Zopfstil. Damit gilt diese Kirche als mustergültig für den protestantischen Kirchenbau des 18. Jahrhunderts in Norddeutschland und fügt sich nach der Zerstörung der Ratzeburger Altstadt durch die Dänen 1693 in die ab dann neu, nach dem Vorbild der Stadt Mannheim, angelegte barocke Planstadt mit ihren streng rechtwinkligen Baublöcken ein.
Der Turm auf dem First der Kirche wurde erst wesentlich später im Jahr 1911 im neubarocken Stil durch den Architekten J. Wolff aufgesetzt.
Neben der Einheit von Kanzelaltar und Orgel besticht das Innere der Kirche durch die seitlichen Logen und die dreigeschossigen Emporen.
Die Glocke der Kirche stammt von dem Gießer Brun Hemminckhusen und wurde bereits 1578 gegossen. Auch der Glockengießer Nikolaus Gage ist mit Güssen für die Petrikirche nachgewiesen.
Während seines Bestehens war sie auch Garnisonkirche des Lauenburgischen Jäger-Bataillons Nr. 9. 
Nach der Gasteiner Konvention huldigten die Stände des Herzogtums Lauenburg am 26. September 1865 in der Kirche dem persönlich anwesenden König Wilhelm I. als ihrem  Herzog. Das Herzogtum war damit mit der preußischen Monarchie in Personalunion verbunden.
Zum 75-sten Todestag von Ernst Barlach im Jahr 2013 wurde in der Kirche die 1931 geschaffene Plastik „Der lehrende Christus“ aufgestellt. Sie ist eine Leihgabe der Familie Barlach. Ernst Barlach ist auf dem Friedhof der Kirchengemeinde an der Seedorfer Straße beigesetzt.

## Orgel
Die Orgel wurde 1980 von der Karl Schuke Berliner Orgelbauwerkstatt erbaut. Das Schleifladen-Instrument hat 31 Register auf zwei Manualwerken und Pedal. Die Spieltrakturen sind mechanisch, die Registertrakturen elektrisch.
- Hauptwerk: Pommer 16', Principal 8', Spielflöte 8', Oktave 4', Rohrflöte 4', Nasat 2 2⁄3', Oktave 2', Cornett IV-V, Mixtur IV-VI, Trompete 8'.
- Schwellwerk: Gedackt 8', Quintade 8', Violflöte 8', Schwebung (ab f0)8' , Principal 4', Flûte Douce 4', Blockflöte 2', Quinte 1 1⁄3', Sesquialter II, Scharff IV, Dulcian 16', Oboe 8', Tremulant.
- Pedal: Subbaß 16', Oktave 8', Gedackt 8', Choralbaß 4', Nachthorn 2', Hintersatz IV, Posaune 16', Trompete 8', Schalmei 4'.
- Koppeln: II/I, I/P, II/P